# Traktat z San Francisco
Traktat z San Francisco – traktat pokojowy podpisany 8 września 1951 r. w San Francisco pomiędzy Japonią i częścią krajów, przeciwko którym kraj ten walczył w II wojnie światowej, a także państwami trzecimi i jej sojusznikami.
Podpisanie traktatu między Japonią i 48 państwami miało miejsce 8 września 1951 r. w War Memorial Opera House w San Francisco.
Sygnatariuszami traktatu były: Japonia oraz Arabia Saudyjska, Argentyna, Australia, Belgia, Boliwia, Brazylia, Cejlon (obecnie Sri Lanka), Chile, Republika Dominikańska, Ekwador, Egipt, Etiopia, Filipiny, Francja, Grecja, Gwatemala, Haiti, Holandia, Honduras, Indonezja, Iran, Irak, Kambodża, Kanada, Kolumbia, Kostaryka, Kuba, Laos, Liban, Liberia, Luksemburg, Meksyk, Nikaragua, Norwegia, Nowa Zelandia, Pakistan, Panama, Paragwaj, Peru, Południowa Afryka, Salwador, Syria, Turcja, Wielka Brytania, Stany Zjednoczone, Urugwaj, Wenezuela i Wietnam.

## Postanowienia
- Zakończenie de nomine statusu wojny między państwami walczącymi w Wojnie na Pacyfiku
- Alianci uznają prawo Japonii do toczenia wojny, w celu ochrony jej bezpieczeństwa.
- Generalne Gubernatorstwo Korei uzyskuje niepodległość
- Japonia zrzeka się praw do Tajwanu
- Japonia przekazuje zamieszkane przez Ainów Wyspy Kurylskie i południową część wyspy Sachalin
- Japonia uznaje wygaśnięcie praw związanych z likwidacją systemu terytorium mandatowych ONZ (w tym przypadku -Mikronezja)
- Japonia nie rości praw do Antarktydy (patrz także: traktat antarktyczny)
- Japonia zaprzestaje roszczeń do Wysp Parecelskich i Spartly
- Japonia przekazuje USA tymczasowe uprawnienia ustawodawcze i sądownicze na wyspach Riukiu, do czasu regulacji statusu tych wysp
- Japonia przekazuje kable podmorskie na terytoriach, których się zrzekła
- Japonia uznaje Art. 2 Karty Narodów Zjednoczonych, o priorytecie dyplomacji nad metodami siłowymi w sporach międzynarodowych
- Pozostający na terytorium Cesarstwa Japonii żołnierze alianccy, niezwłocznie opuszczą kraj
- Część Cesarskiej Armii Japońskiej, które do 1951 roku jeszcze nie wycofała się do Japonii, bądź pozostają jako jeńcy, zostanie wycofana/odesłana odesłani do kraju.
- Alianci oddają Japonii uzbrojenie i inne majątki wojskowe, które zostało przez nich zdobyte podczas walk w ciągu 90 dni.
- Japonia wypowiada konwencję Germain-en-Laye (1919), oraz Układ w sprawie Cieśniny z Montreux (1936).
- Japonia wypowiada traktat wierzycielski z Republiką Weimarską (1930)
- Japonia wypowiada Protokół Bokserski
- Japonia uznaje wyroki na wydanych przez Japończyków (1947), bądź schwytanych przez aliantów japońskich żołnierzy, na osądzonych za zbrodnie wojenne, uznając wyłączne prawo trybunałów międzynarodowych do ewentualnego prawa łaski (punkt bez mocy prawnej, ze względu na niezgodność z Konstytucją Showa).
- Japonia podejmuje się zawarcia niezwłocznych, dwustronnych traktatów morskich, handlowych, lotniczych i stabilizacyjnych.
- Japonia powinna wypłacić reparacje państwom alianckim, na których terytorium toczyła walki, szczególnie w kwestii infrastruktury i ratownictwa. Dostawa surowców naturalnych spoczywa na obowiązku aliantów.
- Alianci zwracają majątek, umowy i aktywa obywateli japońskich na terenach państw alianckich, skonfiskowane w trakcie wojny jako sankcje.
- Alianci zrzekają się wszelkich roszczeń reparacyjnych, które był efektem samej okupacji Japońskiej.
- Alianci zrzekają się wszelkich roszczeń reparacyjnych, które był efektem samych działań wojennych aliantów.
- Japonia zwraca skonfiskowany w okresie 1941-1945 majątek obywateli alianckich w Japonii, chyba że własność utracili zgodnie z prawem Japońskim.
- Japonia przekaże reparacje za niehumanitarne traktowanie jeńców wojennych Czerwonemu Krzyżowi
- Japonia na wniosek osób skazanych, dokonana ponownego procesu osób skazanych po 1941 roku, jeśli odbyły się niezgodnie z ówczesnym prawem Japońskim[3].

## Umowy odrębne
W ramach negocjowania traktatu Stany Zjednoczone podpisały umowy wojskowe również z Australią, Nową Zelandią i Filipinami.
Związek Sowiecki odmówił podpisania traktatu, jednak w 1956 r. dwustronne stosunki dyplomatyczne przywrócono, choć obie strony nie doszły do porozumienia w sprawie kwestii znaczenia terminu Kuryle, który według Japonii i Stanów Zjednoczonych nie obejmuje wysp Habomai. Obie strony zgodnie nie uznały nawiązania stosunków dyplomatycznych za równoważne z zawarciem traktatu pokojowego. W konferencji i podpisaniu traktatu nie wzięły ponadto: Birma, Indie, Jugosławia (zaproszone, nie przysłały przedstawicieli), Czechosłowacja, Polska (przysłały przedstawicieli, odmówiły podpisu pod naciskiem ZSRR), Korea, Chiny (nie osiągnięto porozumienia co do tego, które rządy tych państw zaprosić) i Włochy (niezaproszone). W 1952 r. odrębne, dwustronne traktaty pokojowe z Japonią podpisały Republika Chińska (traktat z Tajpej), Polska i Indie.